# Визуальная одометрия
Визуальная одометрия — метод оценки положения и ориентации робота или иного устройства с помощью анализа последовательности изображений, снятых установленной на нем камерой (или камерами).

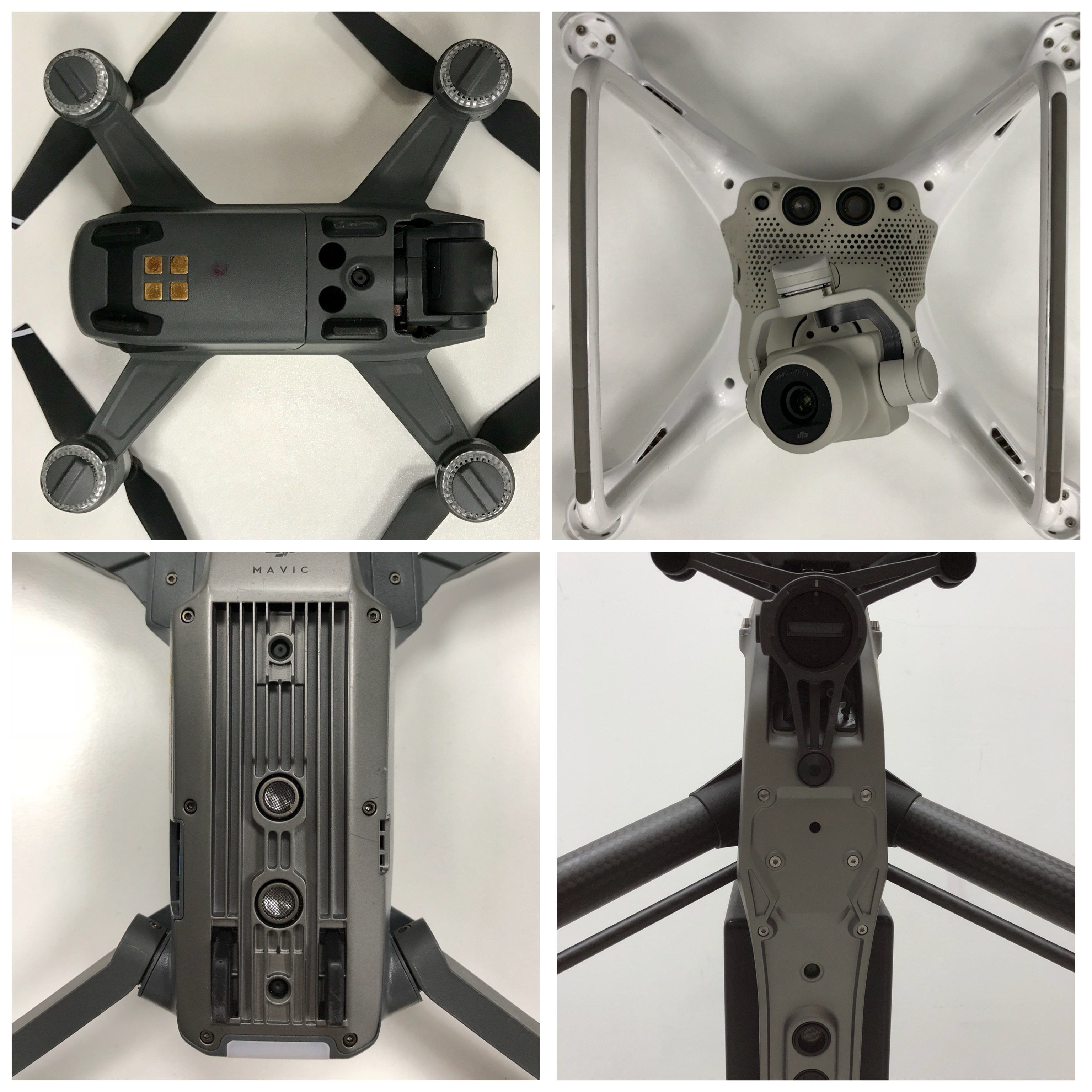
Визуальная одометрия широко используется в коммерческих квадрокоптерах, которые обеспечивают локализацию в ситуациях, когда отсутствует GPS.

Методы визуальной одометрии используются, например в компьютерных оптических мышах. Также используются в квадрокоптерах и на марсоходах Mars Exploration Rover.
В робототехнике и компьютерном зрении визуальная одометрия — это процесс определения положения и ориентации робота путем анализа связанных изображений камеры. Он использовался в широком спектре роботизированных приложений, например, на марсоходах Mars Exploration Rover.
В навигации одометрия обычно связана с использованием данных о движении приводов (к примеру от датчиков вращения) для оценки изменения положения в пространстве. Этот метод имеет свои минусы, из-за проскальзывания и неточностях при движении по неровным поверхностям, а также неприменим в роботах с нестандартными методами передвижения, к примеру в шагающих.
Визуальная одометрия подходит для точной навигации использующих любой тип передвижения на твёрдой поверхности.

## Алгоритм
Большинство существующих подходов к визуальной одометрии основаны на следующих этапах.
1. Получение входного изображения
  - Существуют системы визуальной одометрии моно- (с одной камерой)[англ.][3][4] и стерео- (с двумя)[4][5] или панорамных (всенаправленных) камер[англ.].[6][7]
2. Коррекция изображения
  - использование методов обработки изображений для устранения искажений объектива и пр.
3. Обнаружение и отслеживание характерных признаков в разных кадрах
  - Сопоставление изображений[англ.]
  - Выделение признаков
  - построение поля оптического потока (обычно по алгоритму Лукаса — Канаде)
4. Выявление выбивающихся значений векторов поля оптического потока и их коррекция[8]
5. Оценка движения[англ.] камеры по скорректированному оптическому потоку[9][10][11][12]
  - Использование фильтра Кальмана или минимизация функции потерь иным методом

Методика прямой визуальной одометрии выполняет вышеуказанные операции непосредственно в датчике.
Визиодометрия оценивает плоские вращательные перемещения между изображениями с использованием фазовой корреляции вместо извлечения признаков.